# Flórida Paulista
Flórida Paulista este un oraș în São Paulo (SP), Brazilia.